# フアン・カルロス・アブラネード
フアン・カルロス・アブラネード・イグレシアス（Juan Carlos Ablanedo Iglesias , 1963年9月2日 - ）は、スペイン・アストゥリアス州出身の元サッカー選手。スペイン代表だった。ポジションはGK。

## 経歴

### クラブ
マレオと呼ばれるスポルティング・ヒホンの下部組織で育ち、1983年1月2日のRCDエスパニョール戦(1-0)で途中出場してトップチームデビューを果たした。1983-84シーズンはわずか2試合の出場に終わったが、その後クラブに不可欠な選手となり、現役引退まで移籍することなくヒホンでプレーした。1986-87シーズンは44試合中42試合に出場し、チームは4位となった。プリメーラ・ディビシオン（1部）では通算399試合に出場し、1984-85シーズン、1985-86シーズン、1989-90シーズンにはサモラ賞（最少失点率キーパー）を受賞した。1998-99シーズンはセグンダ・ディビシオン（2部）でプレーしたが、シーズン終了後にプリメーラ・ディビシオン昇格を決め、昇格を置き土産に現役引退した。現役生活中には何度か深刻な怪我を負っており、1991-92シーズンは出場機会まったくがなく、最終シーズンとなった1998-99シーズンは2試合の出場に終わった。

### 代表
U-18スペイン代表とU-21スペイン代表歴があり、U-21代表としては1986年にUEFA U-21欧州選手権に出場して優勝した。1986年9月24日、ヒホンで行われたギリシャとの親善試合(3-1)でスペイン代表デビューした。1986年の1986 FIFAワールドカップと1990年の1990 FIFAワールドカップには控えキーパーとして出場した。

## 家族
1歳上の兄ホセ・ルイス・アブラネードはセンターバックとしてプレーするサッカー選手であり、ヒホン（プリメーラ通算175試合出場7得点）やRCDエスパニョールに在籍した。ホセ・ルイスは「アブラネードI」と呼ばれることもあった。

## 所属クラブ
- 1982-1984  スポルティング・ヒホンB
- 1983-1999  スポルティング・ヒホン

## タイトル

### 代表
U-21スペイン代表
- UEFA U-21欧州選手権 : 1回 (1986)

### 個人
- サモラ賞 : 3回 (1984-1985, 1985-1986, 1989-1990)